# ヤワラー通り
座標: 北緯13度44分28秒 東経100度30分30秒 / 北緯13.741136度 東経100.508305度

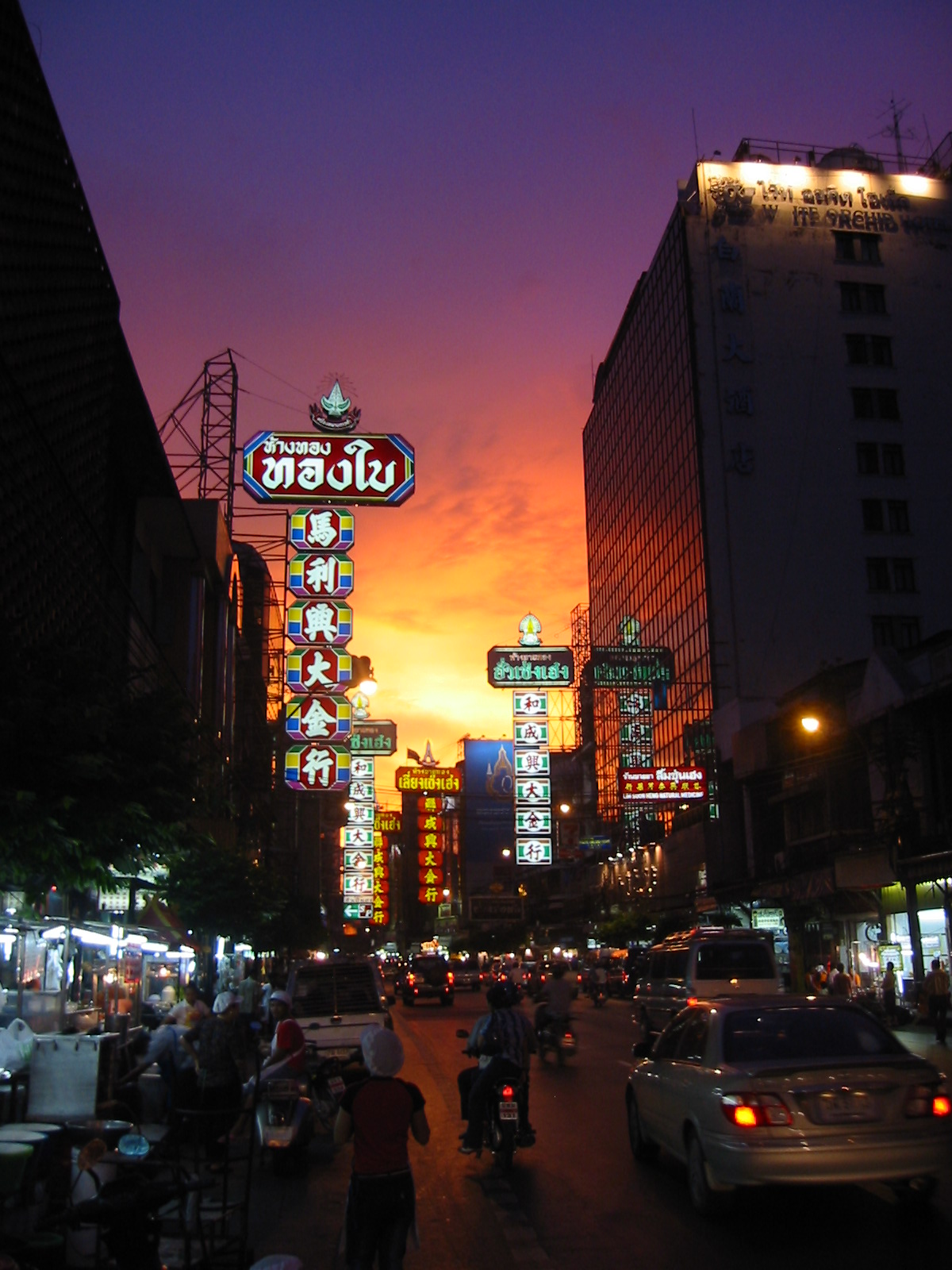
夜のヤワラー

ヤワラー通り(Yaowarat Road)またはヤワラー通りは、タイのバンコク・サムパッタウォン区にある道路。フワランポーン駅の西側に広がるチャイナタウンを代表する通りで、逆にチャイナタウン地区のことをヤワラー地区とも言う。
金細工を売る金行と呼ばれる店や、ツバメの巣やフカヒレなどの珍料理を出すレストランが軒を連ねている。
また、カオサン通りが開発されるまでは安宿街として有名であった。
80〜90年代ヤワラーには手頃な価格の安宿が密集しており、作家のたまり場だった。下川裕治や谷恒生、小林紀晴などが著書のなかで当時の様子を記録している。

## 接続する主な道路
- ラーマ4世通り
- ジャルンクルン通り

## 最寄り駅・路線
- フワランポーン駅（バンコク・メトロ）
- 市バス:1,4,7,21,25,40,73,507,529番

## 周辺にある施設や目印
- ワット・トライミット
- 7月22日ロータリー
- 中華門